# チャールズ・マクレイ
チャールズ・マクレイ（Charles Omer Makley, 1889年11月24日 - 1934年9月22日）は、1930年代のアメリカ合衆国のギャング。 デリンジャーギャングのメンバーとして有名になった（マクレー、マックリーと表記されることも多い）。

## 略歴

### 若い頃
1889年11月24日、オハイオ州セントメアリーズで生まれた。5人兄弟の長男で2人の弟と2人の妹がいた。中学2年で中退し、10代で窃盗や密造酒などの手軽な犯罪に手を出した。 両親は離婚したが、1910年の国勢調査には20歳のマクレイが石工の父親と一緒に働いているという記録が残っている。
本格的な犯罪に足を踏み入れたのは30歳になってからで、逮捕と釈放を繰り返すようになった。

### 脱獄
1924年8月、35歳のマクレイはインディアナ州ハモンドの銀行強盗で逮捕され懲役10年から20年の刑を言い渡された。
インディアナ州刑務所に収容された彼は、ハリー・ピアポント、ホーマー・ヴァン・メーター、ジョン・デリンジャー、ジョン"レッド"・ハミルトン、ラッセル・クラークなどの犯罪者と知り合った。先に仮釈放されたデリンジャーは密かに刑務所に拳銃を差し入れ、この拳銃を使って1933年9月26日、マクレイを含む10名の囚人がインディアナ州刑務所を脱獄した。

### デリンジャーギャングの形成
脱獄したあと、マクレイはピアポント、クラーク、レッド・ハミルトン、エドワード・シャウスらと行動を共にした。オハイオ州ライプシックのピアポントの生家でデリンジャーと合流するはずだったが、彼は再び逮捕されてしまいオハイオ州ライマの郡拘置所にいた。
ピアポントはデリンジャーを助けるため、マクレイの生まれ故郷のセントメアリーズにあるファーストナショナル銀行を襲い逃走資金を集めた。手慣れたもので1発も発砲することなく11,000ドルを強奪したが、銀行員がマクレイの顔に見覚えがあり翌日の新聞は犯人の1人がチャールズ・マクレイだと報じた。
10月12日、ライマの拘置所にピアポント、マクレイ、クラークの3人が入っていった。外ではシャウスが見張りをした。管理人のジェス・サーバー保安官(Jess Sarber,47)に「デリンジャーを州刑務所に移す」と用件を伝えたが、書類や身分証を要求されたためピアポントが発砲。床に倒れた保安官の頭をマクレイが拳銃で殴りつけ、鍵を奪うとデリンジャーを解放した。サーバー保安官は数時間後に死亡した。
2日後、彼らはインディアナ州の2つの警察署から武器と弾薬、防弾チョッキを奪い、インディアナ州グリーンキャッスルの銀行を襲って7万4千ドルを奪うなどさらに凶悪化していく。マクレイはデリンジャー、ピアポント、ハミルトンに次ぐ「公共の敵No,4」にランクされた。

### 逮捕

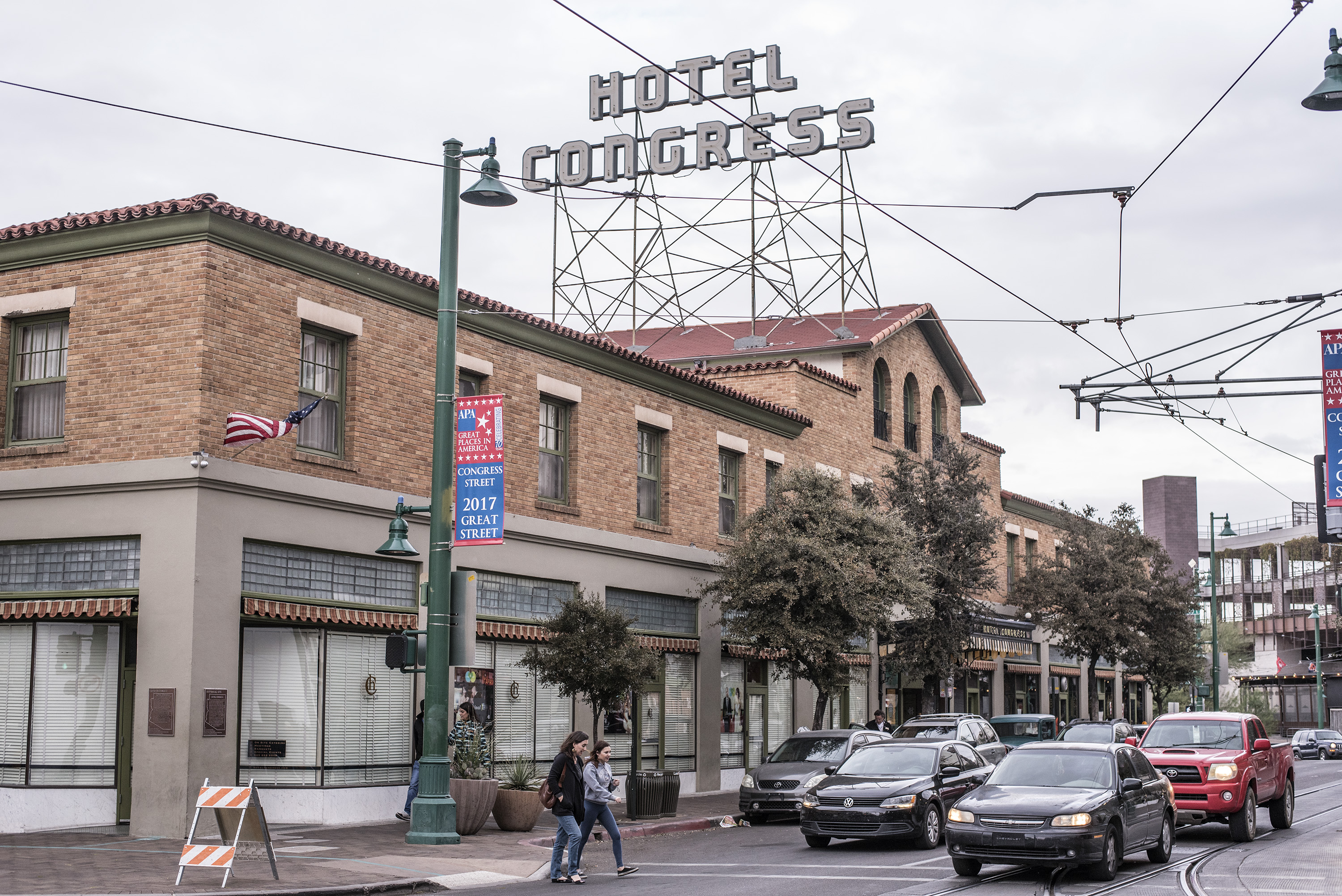
現在のホテル・コングレス

1934年1月25日、イーストシカゴのファーストナショナル銀行を襲ったあと、デリンジャー、ピアポント、マクレイ、クラークの4名は2,500キロ南のアリゾナ州ツーソンのホテル・コングレスHotel Congressに隠れた。
しかし2日目の朝、ボイラー室から火災が発生。彼らが泊まる3階まで燃え広がり、マクレイとクラークははしご車で救助された。このときクラークが2人の消防士に12ドル(現在の280ドル)の謝礼を渡したためこの消防士の注意を引くことになる。署に戻った消防士は犯罪雑誌のバックナンバーを読み返し、彼らの指名手配写真を見つけた。
警察は隠れ家を突き止め、慎重に尾行して無線機店でマクレイを逮捕した。この店に来たのは警察無線の受信機を修理するためだった。このとき彼は794ドル(現在の約1万8千ドル)を所持していた。
その後全員が逮捕され、ピアポント、マクレイ、クラークの3人はサーバー保安官殺害の裁判を受けるためオハイオ州に移された。

### 死刑判決
1934年3月24日、オハイオ州ライマで裁判が始まった。（裁判に向かうマクレイ） 証言台に立ったエドワード・シャウスは、分け前の取り分に不満を持ち続けていた腹いせに彼らが保安官を殺したと証言した。また検察がピアポントに質問しているときマクレイは大声で「俺の代わりにピアポントが裁判にかけられているようだな！」と言ったという。
判決はマクレイとピアポントに死刑、クラークに終身刑が言い渡されオハイオ州刑務所に入れられた。3月にデリンジャーがインディアナ州の拘置所を脱走したと聞き、彼が助けに来るかもしれないという微かな希望があったが、7月にシカゴの映画館でデリンジャーが射殺されたと知りその望みは消え去った。

### 脱獄の試み
ピアポントとマクレイは石鹸を削ってリボルバーを自作し、1934年9月22日に脱獄を決行した。6名の死刑囚を誘い、クラークも独房から連れ出そうとしたが彼は怯えて引き返した。しばらくして看守が駆け付け、鉄格子のドアで行く手を阻まれているマクレイとピアポントを銃撃した。マクレイは胸と腹を3発撃たれその場で死亡した。ピアポントは背中と頭を撃たれながらも何とか生き延びたが、翌月電気椅子で死刑執行された。
地元新聞によるとマクレイ家は身内に犯罪者がいることを隠し続けており、彼の死を一切関知しなかった。そのため唯一の友人ピアポントの両親がいるオハイオ州ライプシックで葬儀が行われ埋葬された。
マクレイは頭の回転が早く皆を笑わせるのが得意で、仲間は親しみをこめて「ファットチャーリー」と呼んだ。裕福なビジネスマンのような風貌と振る舞いを持ち合わせており、普段は保険のセールスマンなどをしながら一般市民に紛れて暮らしていたという。

## 登場する作品
- 「デリンジャー」”Dillinger”　演 - ジョン・P・ライアン（1973年の映画）
- 「デリンジャー」”Dillinger”　演 - ラムゼイ・ミッドウッド（1991年のテレビ映画）
- 「パブリック・エネミーズ」”Public Enemies”　演 - クリスチャン・シュトルテ（2009年の映画）